# Грб Социјалистичке Републике Црне Горе
Грб Социјалистичке Републике Црне Горе био је један од симбола суверенитета Народне Републике Црне Горе, Социјалистичке Републике Црне Горе, те касније Републике Црне Горе. Установљен је усвајањем првог послератног Устава Црне Горе 31. децембра 1946. године, а смењен је ступањем на снагу Закона о застави и грбу Црне Горе, 6. јануара 1994. године, када је уведен редизајнирани грб Петра II Петровића Његоша као званични грб Републике Црне Горе. Аутор грба СР Црне Горе био је сликар Мило Милуновић.

## Историјат
Први црногорски републички грб израдио је цетињски уметник Милан Божовић још 1944. године за потребе Федералне Дражве Црне Горе. Његов рад послужио је као основа сликару Милу Милуновићу који је 1946. године израдио Државни грб НР Црне Горе, који је доношењем Устава НР Црне Горе, 31. децембра 1946. године, усвојила Уставотворна скупштина Народне Републике Црне Горе .
Државни грб усвојен 1946. године остао је на снази све до 1994. године, али је у међувремену претрпео одређене измене. Доношењем новог Устава 10. априла 1963. године измењен је члан 4. Устава НР Црне Горе, који је постао члан 7. Устава СР Црне Горе и њиме је промењен службени назив грба, јер је изгубио придев државни. Службени опис грба и даље је спомињао Ловћен, али без капеле Петра II Петровића Његоша, мада је сликовни приказ и даље представљао један од врхова Ловћена, с капелом Петра II Петровића. Црна Гора је у том тренутку била једина југословенска република која је променила свој грб. Сваком променом Устава мењао се облик црвене петокраке звезде — од 1946. године је имала облик који је био у употреби током Другог светског рата, од 1963. је имала облик обрубљене петокраке звезде и од 1974. је имала облик правилне не обрубљене петокраке звезде.
Након распада СФР Југославије, 1992. године Република Црна Гора, као и Република Србија, је задржала ранији социјалистички грб. Скупштина Црне Горе је 29. децембра 1993. године усвојила Закон о застави и грбу Републике Црне Горе, којим је уведен нови грб. Овај закон ступио је на снагу 6. јануара 1994. године, када је редизајнирани грб Петра Петра II Петровића Његоша постао званични грб Црне Горе и он је био у употреби до 2004. године.
Употреба грба у Социјалистичкој Републици Црној Горби била је прописана посебним законом, који је донет 1984. и измењен 1989. године. Према „Закону о грбу и застави Републике Црне Горе”, донетом 29. децембра 1993. и новом „Закону о државним симболима и Дану Државности Црне Горе”, донетом јула 2004. године, грб СР Црне Горе, заједно са грбовима Књажевине и Краљевине Црне Горе и грбом Републике Црне Горе од 1992. до 2004. представља историјске симболе Црне Горе и има исти степен заштите као и актуелни грб Црне Горе.

## Изглед грба
Грб Социјалистичке Републике Црне Горе је попут осталих грбова југословенских социјалистичких република, насталих након Другог светског рата, настао је по узору на грб Совјетског Савеза и грбове совјетских социјалистичких република. Првобитна незванична верзија из 1944. године, замењена је 1946. године званичном верзијом, али су обе за централни мотив имале Ловћен.
Грб је био сачињен од ловоровог венца, планине Ловћен у главном пољу, као и неколико валовитих црта иза планине, које су означавале Јадранско море. Поједине интерпретације овог грба имале су плаву боју за осликавање Ловћена, али је сива, као природна боја, преовлађивала у већини интерпретација грба. Ловоров венац је повезан тробојном црвено-плаво-белом црногорском заставом.
У Уставу Социјалистичке Републике Црне Горе, проглашеном у Народној скупштини Народне Републике Црне Горе 10. априла 1963. године, дат је следећи опис грба СР Црне Горе:
| „ | Грб Социјалистичке Републике Црне Горе представља поље окружено ловоровим вијенцем који је доље повезан црногорском заставом. Између врхова ловоровог вијенца је петокрака црвена звиједза, а у средини поља представљен је Ловћен. Позади Ловћена с неколико вијуга представљено је Јадранско море. | ” |

## Галерија
- Грб Федералне Државе Црне Горе, 1945—1946
- Грб НР Црне Горе, 1947—1963
- Једна од варијанти грба СР Црне Горе 1963—1994, са плавим Ловћеном